# Friedrich Karl von Fulda

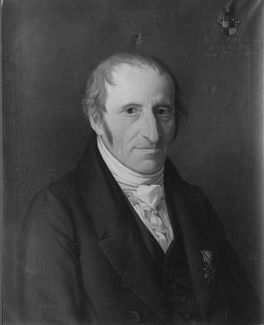
Friedrich Karl von Fulda auf einem Bild in der Tübinger Professorengalerie

Friedrich Karl Fulda, ab 1832 von Fulda, (* 27. Dezember 1774 in Mühlhausen an der Enz; † 15. Januar 1847 in Tübingen) war ein deutscher Staatswissenschaftler und Nationalökonom sowie Professor und Rektor an der Universität Tübingen.

## Familie
Er war der Sohn von Friedrich Carl Fulda und in erster Ehe mit Luise Friederike Hoffmann (1781–1806) verheiratet, einer Tochter von Christian Gottfried Hoffmann.

## Leben
Friedrich Karl Fulda studierte von 1789 bis 1794 Kameralwissenschaften an der Karlsschule in Stuttgart. 1794 immatrikulierte er sich als stud. math. in Göttingen.
Er war von 1798 bis 1817 ordentlicher Professor für Kameralwissenschaften außerhalb des Senats, ab 1810 als Mitglied der Philosischen Fakultät und des Senats in Tübingen. Von 1817 bis 1837 war Friedrich Karl von Fulda ordentlicher Professor für Theorie der Staatswirtschaft in der Staatswirtschaftlichen Fakultät. 1819/20 war er Rektor der Universität Tübingen. 1837 wurde er emeritiert.
Sein 1844 in Öl gemaltes Porträt hängt in der Tübinger Professorengalerie.

## Auszeichnungen
- 1817 wurde er Dr. phil. et Mag. art. h.c. der Universität Tübingen.[3]
- 1832 wurde er mit dem Ritterkreuz des Ordens der Württembergischen Krone ausgezeichnet,[4] welcher mit dem persönlichen Adelstitel (Nobilitierung) verbunden war.

## Schriften
- Versuch einer statischen Theorie der Dächer und Hängwerke, Göttingen 1796.
- Ueber das richtige Verhältniß zwischen Aker-Wiesenbau und Viehzucht in der Landwirthschaft. Nebst einer Anzeige seiner ökonomischen Vorlesungen, Heerbrandt, Tübingen 1798.
- Staatswirthschaftliche Ideen in besonderer Hinsicht auf die neue teutsche Zuckerbereitung aus Runkelrüben, Tübingen 1800.
- Systematischer Abriss der sogenannten Kameralwissenschaften, Tübingen 1802.
- Ueber das Kameralstudium in Wirtemberg. In vier Briefen, o. O. 1805.
- Ueber Nationaleinkommen. Ein Beitrag zu den neuesten Untersuchungen über die Staatswirthschaft, Löflung, Stuttgart 1805.
- Grundsätze der ökonomisch-politischen oder Kameralwissenschaften, Osiander, Tübingen 1816.
- Ueber Production und Consumtion der materiellen Güter. Die gegenseitige Wirkung von beiden und ihren Einfluß auf Volksvermögen und die Finanzen, Osiander, Tübingen 1820.
- Handbuch der Finanzwissenschaft, Osiander, Tübingen 1827.
- Der Staats-Credit. Eine kurze Darstellung desselben ... insbesondere zum Behufe des angehenden Historikers, Osiander, Tübingen 1832.
- Ueber die Wirkung der verschiedenen Arten der Steuern auf die Moralität, den Fleiss und die Industrie des Volks, Metzler, Stuttgart 1837.